# Reggimonti
Reggimonti è una frazione di 58 abitanti nel comune di Bonassola, in provincia della Spezia.

## Storia

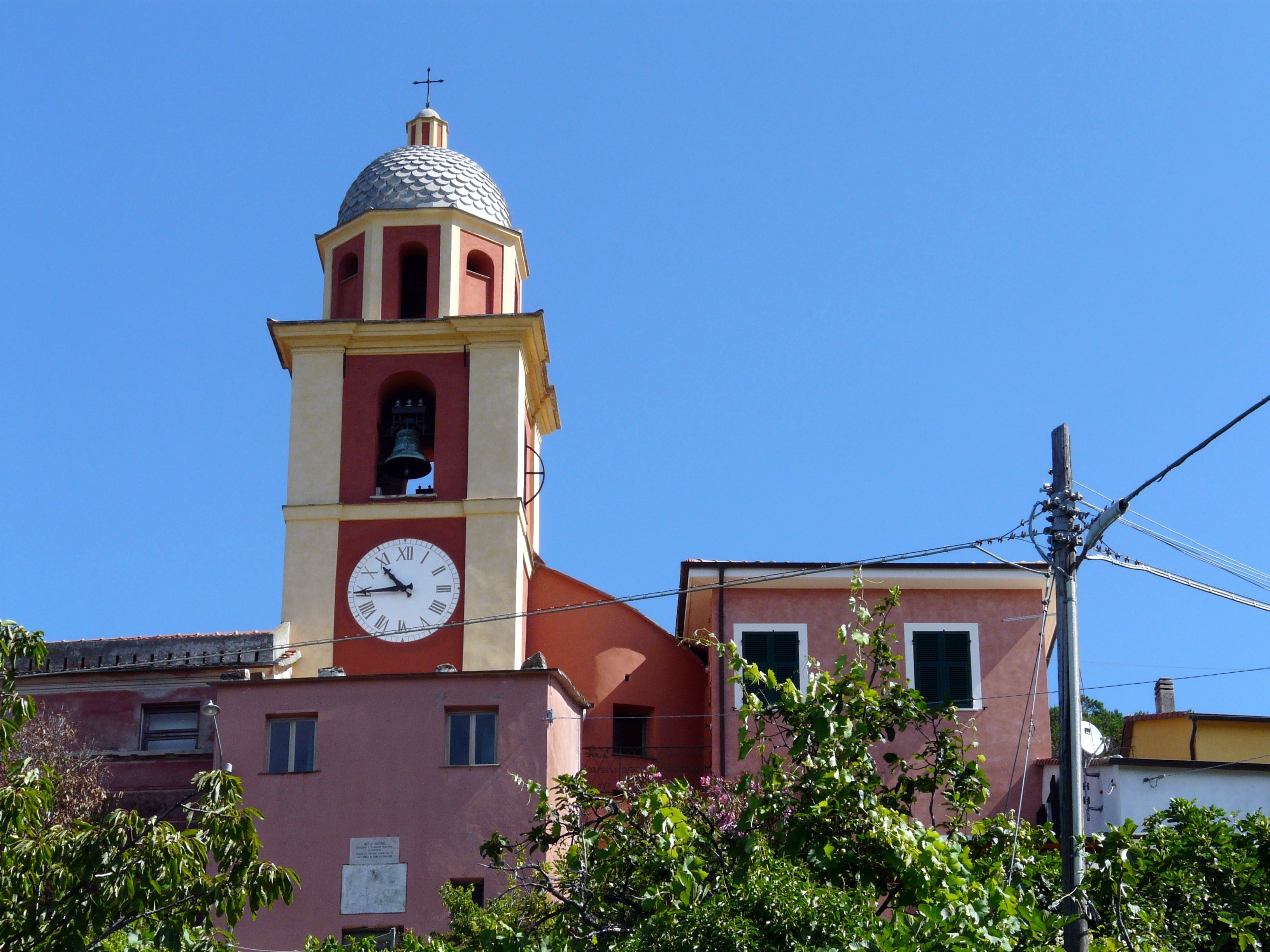
Scorcio del paese

### Età Medievale
La prima citazione ufficiale del borgo di Reggimonti è un documento del 29 gennaio 1269 dove compare la locale chiesa di San Giorgio dell'allora borgo de Resegunti. Ulteriori informazioni sui primi insediamenti umani nella zona della valle di Bonassola - Vallis Bonazolae - e quindi di Reggimonti si scoprirono negli scavi archeologici tra il 1959 e il 1960 nella località di Chiesarotta, identificata dagli storici come il luogo primitivo della chiesa di San Giorgio nel XII secolo; qui furono infatti ritrovati i resti di un tempio dell'Alto Medioevo e le tracce di un'antica strada di collegamento - la Via Ligurum - antecedente la dominazione dell'Impero romano in Liguria.
Altre fonti cartacee, databili tra il 1298 e il 1310, attestano il crollo della chiesa di Resegunti a seguito di una frana; sarà forse in questo periodo che verrà edificata l'antica chiesa parrocchiale di Santa Maria Assunta. Così come il borgo principale di Bonassola, e le altre località del paese, anche Reggimonti fu sottoposto alla Repubblica di Genova e quindi nella podesteria di Framura seguendo le sorti di Bonassola.

## Monumenti e luoghi d'interesse

### Architetture religiose
- Chiesa di Santa Maria Assunta. L'edificazione della chiesa potrebbe essere avvenuta tra il 1298 e il 1310 - in quest'ultima data compare già il nome del locale parroco - a seguito della frana che distrusse la preesistente chiesa parrocchiale intitolata a san Giorgio. L'edificio è citato nel 1584 durante la visita apostolica di monsignor Angelo Peruzzi nel territorio della diocesi di Luni. Conserva opere pittoriche e scultoree.